# Adeline Lanthenay
Pour les articles homonymes, voir Lanthenay.
Marie Rosalie Adeline, dite Adeline Lanthenay, est une chanteuse de café-concert, comédienne et artiste de revue française, née à Liny-devant-Dun le 15 avril 1870 et morte à Paris 16e le 18 décembre 1952.

## Biographie
Elle débute dans les Cafés-concerts parisiens en 1895 dans un tour de chant à la Scala dans le genre « gai et spirituel », à la Cigale , puis au théâtre de la Baudinière dans Enfin seuls. En 1898, elle est engagée au théâtre des Variétés dans La Belle Hélène et Les carnets du Diable. 
À partir de 1899 sa carrière se passe uniquement en Amérique du Sud où elle obtient un vif succès[réf. nécessaire]. De retour en France au début de 1900, elle enchaine les tours de chant avec les plus grands noms de l'époque : Frejol, Alice de Tender, Ève Lavallière, Victor Lejal, Albert Brasseur, etc.[réf. nécessaire]
Elle passe au Casino de Paris.
Son répertoire est proche de celui de Germaine Gallois et Paulette Darty : elles sont les trois reines de la valse lente dans la chanson française avant 1914. 
Le 8 mai 1912, elle se marie à la mairie du 12e arrondissement de Paris avec Alfred Nathan Oulmann[réf. nécessaire], le directeur du journal Le petit Bleu, et abandonne définitivement la scène.
Adeline Lanthenay repose au cimetière de Boulogne-Billancourt (Hauts-de-Seine).

## Enregistrements
Vers 1910 elle enregistre pour la maison Pathé Frères une douzaine de disques 78 tours [réf. nécessaire] : Le cœur de Ninon, Bonjour Chichinette, Cousines et cousins, Chandelle est morte, Ah! si vous voulez de l'amour, chanson de sa propre création, et la célèbre Diva de l'Empire d'Erik Satie.

## Iconographie
- Mlle Lanthenay du théâtre des Variétés photographiée par Léopold-Émile Reutlinger en  robe de visite (Doucet, crêpe de Chine mauve), Les modes : revue mensuelle illustrée des arts décoratifs appliqués à la femme, no 19, juillet 1902 sur Gallica
- Léon Galand, Portrait de Madame Lanthenay-Oulman, femme du sympathique directeur du Petit bleu, in La Renaissance de l'art français et des industries de luxe, mai 1926 sur Gallica